# 米霍韋
48°9′0″N 25°22′50″E / 48.15000°N 25.38056°E

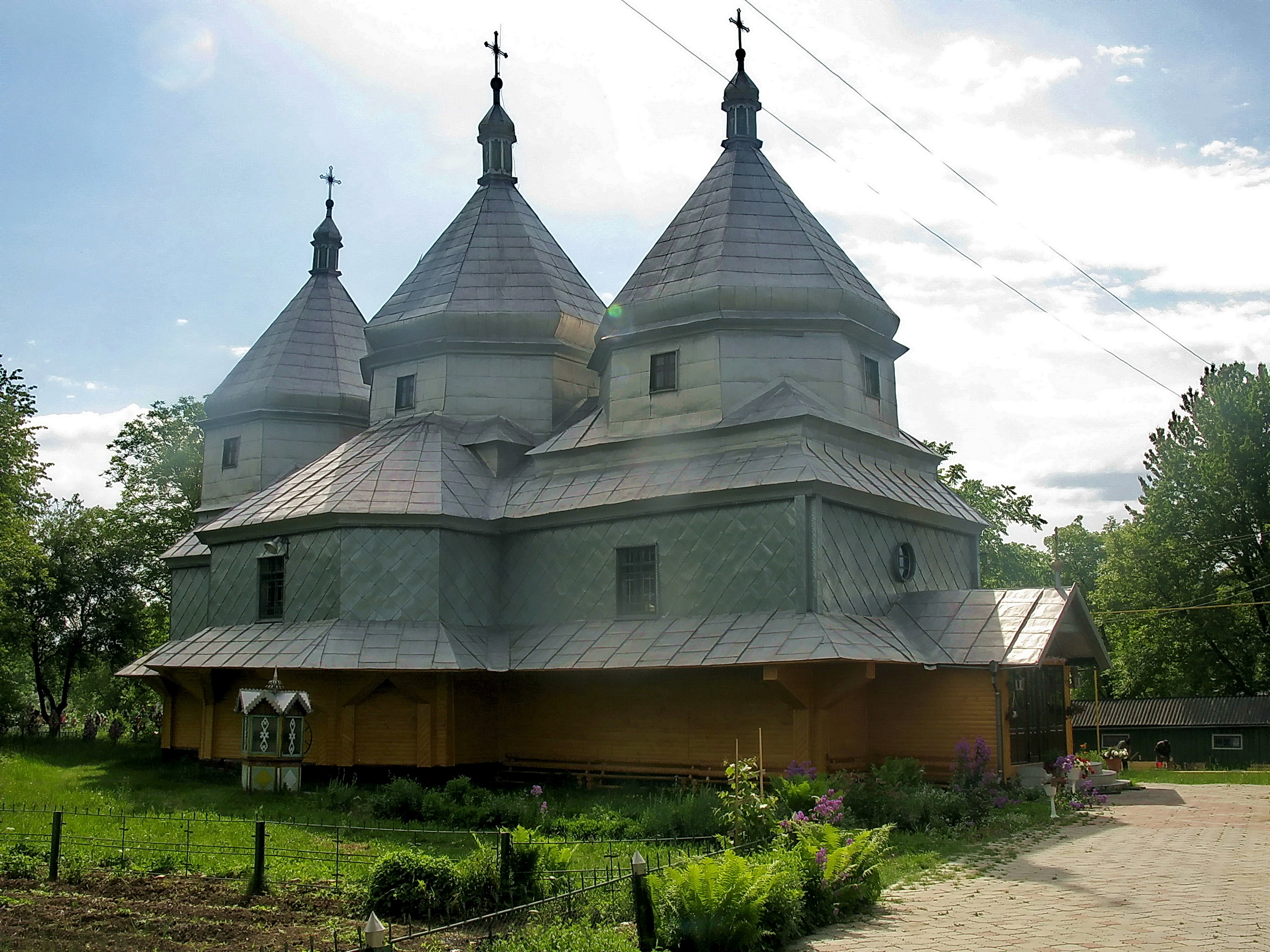
教堂

米霍韋（烏克蘭語：Мигове）是位於烏克蘭西南部的村莊，由切爾諾夫策州維日尼察區的貝雷霍梅特市鎮負責管轄。該村處於米希夫卡河畔，海拔高度505米，2024年該村落人口3,344。